# Hélène de Fougerolles

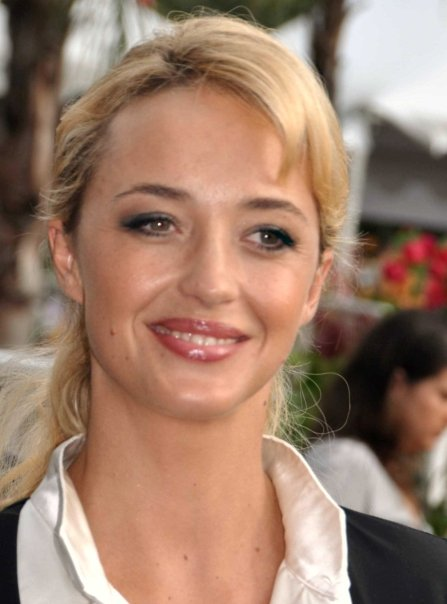
Hélène de Fougerolles (Cannes 2009)

Hélène Christine Rigoine de Fougerolles (* 25. Februar 1973 in Vannes) ist eine französische Schauspielerin.

## Leben
Hélène Christine Rigoine de Fougerolles wurde als Tochter von Alain Rigoine de Fougerolles und Anne Saumay de Laval geboren. Sie hat eine Schwester und zwei Halbgeschwister. Ursprünglich wollte sie Kosmetikerin werden, aber im Alter von 15 Jahren entschied sie sich nach Paris zu ziehen, um Schauspielerin zu werden. Nach ihrem Studium am renommierten Actors Studio in New York City debütierte sie im 1993 erschienenen und von Jean-Pierre Mocky inszenierten Spielfilm Le mari de Léon an der Seite von Jean-Pierre Mocky und Serge Riaboukine. Für ihre Darstellungen in Que la lumière soit! und Va Savoir war sie jeweils für den französischen Filmpreis César als Beste Nachwuchsdarstellerin nominiert.
Von 1997 bis 2004 war Fougerolles mit dem Produzenten Éric Hubert, mit dem sie eine gemeinsame Tochter  (* 2003) hat, verheiratet. Von 2004 bis 2011 war sie mit Antoine Arnault, dem Sohn des französischen Unternehmers Bernard Arnault, liiert.

## Engagement
Hélène de Fougerolles unterstützt aktiv die französische Tierschutzorganisation L214. Sie wirkte als Sprecherin in einem im Oktober 2015 veröffentlichten Video der Organisation über Missstände im Schlachthof von Alès. Anlässlich der Eröffnung der Paris Fashion Week im Februar 2018 sprach sich Fougerolles neben anderen Prominenten in einem kurzen Videoclip gegen das Tragen von Pelzen aus.

## Filmografie
- 1993: Le mari de Léon
- 1994: Abschlussklasse: Wilde Jugend – 1975 (Le péril jeune)
- 1994: Die Bartholomäusnacht (La reine Margot)
- 1994: Die Geschichte des Jungen, der geküßt werden wollte (L’histoire du garçon qui voulait qu’on l’embrasse)
- 1996: Auf großer Fahrt (Long cours)
- 1996: … und jeder sucht sein Kätzchen (Chacun cherche son chat)
- 1997: Die Jagd nach dem tanzenden Gott (La divine poursuite)
- 1998: Que la lumière soit!
- 1999: Die Falle – Tödliches Spiel zwischen den Fronten (The Fall)
- 2000: The Beach
- 2001: Mortal Transfer (Mortal transfert)
- 2001: Va Savoir (Va savoir)
- 2002: Die kalte See (Hafið)
- 2002: The Race (Le raid)
- 2003: Fanfan der Husar (Fanfan la tulipe)
- 2003: Bis dass der Mord uns scheidet (Corps et âmes)
- 2004: Hochzeiten und andere Katastrophen (Le plus beau jour de ma vie)
- 2005: Les gens honnêtes vivent en France
- 2005: E=mc² – Einsteins große Idee (E=mc²)
- 2006: Verzeiht mir (Pardonnez-moi)
- 2008: Schwarzer Schmetterling (Papillon noir)
- 2008: Vampire Party – Freiblut für alle! (Les dents de la nuit)
- 2009: Mutants
- 2009: Tricheuse
- 2011: Moi et ses ex (TV)
- 2013: Le collier du Makoko
- 2023: Blind Date unterm Weihnachtsbaum (Noël… et plus si affinités, Fernsehfilm)

## Auszeichnung
- César 1999: Nominierung als Beste Nachwuchsdarstellerin für Que la lumière soit!
- 2001: Romy-Schneider-Preis
- César 2002: Nominierung als Beste Nachwuchsdarstellerin für Va Savoir